# Phosphatier
 (octobre 2023).
Si vous disposez d'ouvrages ou d'articles de référence ou si vous connaissez des sites web de qualité traitant du thème abordé ici, merci de compléter l'article en donnant les références utiles à sa vérifiabilité et en les liant à la section « Notes et références ».

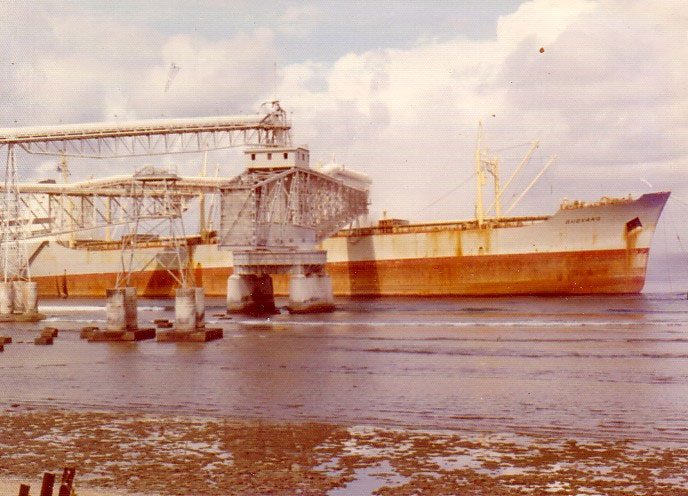
Phosphatier à Nauru.

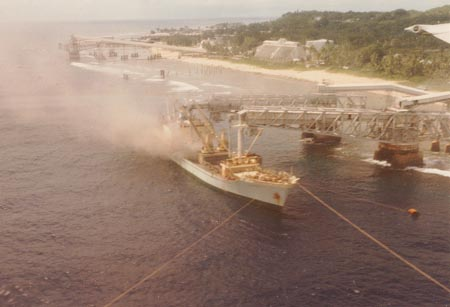
Terminal phosphatier

Un phosphatier est un navire vraquier spécialisé dans le transport de phosphates. Leur conception et opération est similaire à celle des autres vraquiers. Cette cargaison n'entraîne pas d'autres contraintes que celle d'un nettoyage minutieux de la cale après le déchargement.
Le chargement des phosphates s'effectue généralement par bande transporteuse, dans des terminaux dédiés. Ces terminaux sont situés loin des villes car la poussière dégagée peut s'avérer gênante.